# Arachnodes viettei
Arachnodes viettei är en skalbaggsart som beskrevs av Olivier Montreuil 2011. Arachnodes viettei ingår i släktet Arachnodes och familjen bladhorningar. Inga underarter finns listade.